# Cijevna

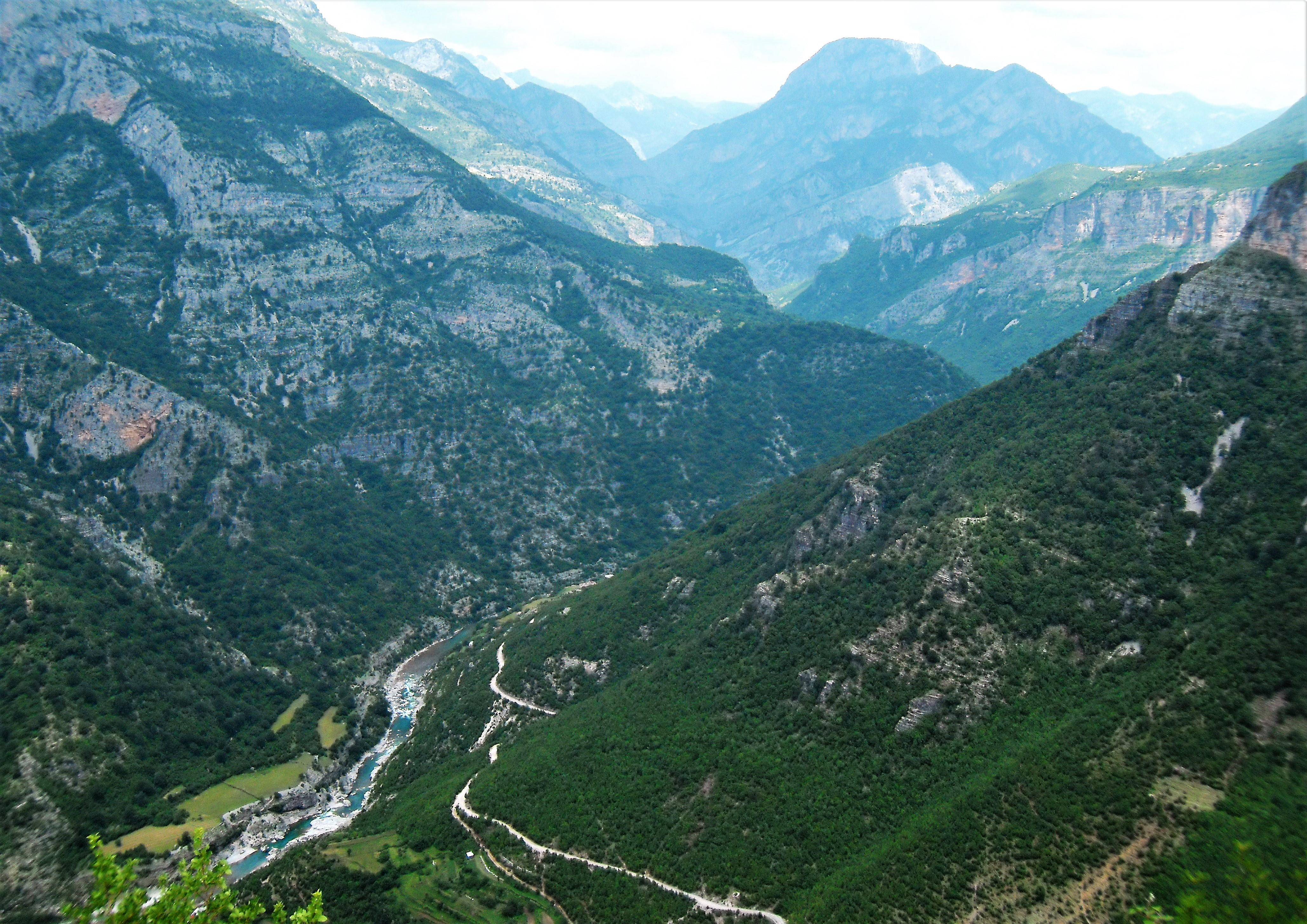
Floden Cijevna i Tamaradalen.

Cijevna (albanska: Cem eller Cemi) är en flod i Albanien och Montenegro. Den är en biflod till Morača.
Cijevna rinner upp i Kelmend i Albanien och flyter generellt sydvästlig riktning i 62 kilometer före den mynnar ut i Morača, strax söder om Podgorica i Montenegro.